# Орлан (подводная лодка)
«Орлан» — подводная лодка российского императорского флота типа «Барс». Построена в 1915—1917 годах, входила в состав Черноморского флота.

## История строительства
Зачислена в списки кораблей Черноморского флота 2 июля 1915 года. В октябре 1915 года заложена на стапеле Общества николаевских заводов и верфей «Наваль» в Николаеве. Стала одной из четырёх лодок, построенных там. «Орлан» стал одной из двух черноморских подводных лодок типа «Барс», получившей штатные дизельные двигатели (2 по 1320 л. с.), что сделало его самой быстрой подводной лодкой своего проекта — на испытаниях он развил скорость надводного хода — 14 узлов, вместо 9,5 узлов у большинства однотипных лодок с двигателями 2x250 л. с. конструкции Коломенского завода, и 7,7 узлов под водой, что также было несколько выше, чем у систершипов. Сразу при строительстве получил артиллерийское вооружение — одно орудие калибра 75 мм, одно калибра 57 мм и пулемёт. Как и все лодки типа «Барс» на Черноморском флоте, имел четыре наружных торпедных аппарата вместо восьми — они размещались на палубе попарно спереди и сзади рубки.
Лодка была спущен на воду 12 ноября 1916 года. В октябре 1917 года «Орлан» вступил в строй, зачислен в Бригаду подводного плавания в Севастополе.

## История службы
26 октября 1917 года был зачислена в состав Черноморского Центрофлота. В боевых действиях участия не принимал.
1 мая 1918 года «Орлан» был захвачен в Севастополе немецкими оккупационными войсками и получил обозначение US2, однако немецкий флаг на лодке не поднимался, и в состав военно-морских сил Германии она не входила. 23 октября 1918 германскими войсками передана флоту Украины без права поднимать Андреевский флаг, но уже 24 ноября захвачена англо-французскими войсками. При этом, несмотря на возвращение Андреевского флага, лодке не разрешался выход в море без разрешения оккупационных войск и без присутствия английского офицера на борту.
14 апреля 1919 года выведена из Южной бухты Севастополя и поставлена на бочки. 26 апреля 1919 года по приказу английских оккупационных сил вместе с рядом других подводных лодок выведена на рейд Севастополя и затоплена путём подрыва с открытыми люками.
В 1925 году обнаружена на дне специалистами ЭПРОН. В июне 1926 года в результате трудной и рискованной операции ЭПРОНа была поднята с глубины 31 метр в один приём при действовавших нормах не более 20-22 метров за раз. Впоследствии подобный риск решили не повторять.

## Командиры
- Погорецкий В. В. (октябрь 1916 — 30 апреля 1918)